# رافا ترافالاو
رافاييلا دي ميراندا ترافالاو (من مواليد 18 أغسطس 1988)، والمعروفة باسم رافا ترافالاو أو رافينيا، هي لاعبة كرة قدم برازيلية تلعب مع نادي الرياض في الدوري السعودي الممتاز للسيدات، كما تلعب أيضًا مع منتخب البرازيل.

## مهنة النادي
لعبت لصالح فريق بوسطن بريكرز من الدوري الوطني لكرة القدم للسيدات في موسم 2015. وغادرت النادي في اكتوبر 2015. وفي عام 2017، انضمت إلى فريق فيروفياريا في البرازيل. في أكتوبر 2019، شاركت في بطولة اتحاد غرب آسيا للأندية النسائية مع نادي أبو ظبي، سجلت هدفًا ضد الرفاع، تليها ثلاثية في مرمى نادي العرب الأرثوذكس. لعبت مع إنترناسيونال وساو باولو، قبل أن تنضم إلى نادي الرياض السعودي في نوفمبر 2023.

## مهنة دولية
في يوليو 2013 مثلت البرازيل في دورة الألعاب الجامعية الصيفية 2013 في كازان، روسيا. وظهرت لأول مرة في سبتمبر 2013، ضد نيوزيلندا في كأس فاليه للسيدات 2013. وفي دورة ألعاب أمريكا الجنوبية 2014، سجلت هدف الفوز ضد كولومبيا. عشية كأس العالم للسيدات 2015، استدعيت إلى تشكيلة البرازيل كبديلة لإريكا، التي تعرضت لإصابة في الركبة.

## الانجازات
فيروفياريا
الفائز
- البطولة البرازيلية لكرة القدم النسائية: 2014

الوصيف
- بطولة باوليستا لكرة القدم النسائية: 2014